# Robert Herjavec
Robert Herjavec (pronunciación en inglés: /həɹ'dʒɑːvɛk/; pronunciación en serbocroata: [xěr'jaʋet͡s]; Varaždin, 14 de septiembre de 1962)es un empresario, inversionista y personalidad de televisión croata-canadiense. Nativo de Varaždin, Croacia, se trasladó a Halifax, Canadá después de vivir y trabajar en una granja con su familia. Después de pasar su juventud en la clase media relativa, obtuvo la admisión a la Universidad de Toronto donde se graduó con una doble licenciatura en ciencias políticas e inglés.
Comenzó su carrera comercial como productor y director de cine antes de unirse a Logiquest vendiendo placas de emulación de mainframe IBM. Herjavec finalmente subió en las filas para convertirse en gerente general, pero se fue poco después fundando su primera empresa. BRAK Systems, un integrador canadiense del software de seguridad de Internet, fue fundado desde el sótano de su casa, y más tarde vendido a AT&T Canada en 2000 por $30.2 millones. Su rápido éxito en los negocios y la conexión a la televisión incitó a los productores a presentarlo en la inversión de reality shows, como la serie de CBC Television, Dragons' Den, y finalmente la versión de ABC de la serie, Shark Tank; él dispensa el asesoramiento de inversión y adquiere apuestas en compañías de la puesta en marcha junto con sus coestrellas, Mark Cuban, Lori Greiner, Daymond John, Kevin O'Leary y Barbara Corcoran. Ha escrito varios libros sobre el avance en los negocios, incluyendo, Driven: How to Succeed in Business and Life (2010) y The Will to Win: Leading, Competing, Succeeding (2013).

## Primeros años
Herjavec nació en 1962 en Varaždin, Croacia (antes Yugoslavia), y creció en Zbjeg. En 1970, a la edad de ocho años, la familia abandonó el país, que había encarcelado previamente al padre de Herjavec por hablar en contra del régimen. Según Herjavec, «bebía un poco demasiado, decía cosas malas sobre el comunismo, y fue encarcelado 22 veces por ser un anticomunista». La familia de Herjavec llegó a Halifax con una sola maleta y sólo $20. La familia finalmente se estableció en Toronto, donde vivió en el sótano de la casa de un amigo de la familia durante 18 meses. Para Herjavec, quien no hablaba inglés, la transición resultó difícil. Habiendo crecido en una granja y criado por su abuela entre vecinos con estilos de vida similares, ahora se encontró en una clase económica mucho más pobre que sus vecinos. El padre de Herjavec consiguió trabajo en una fábrica de Mississauga, ganando $76 dólares semanales, o $464,26 dólares ajustados por inflación, en 2015. Herjavec cita a su padre, a quien describe como «un tipo realmente, realmente duro», como una influencia importante en su vida. Herjavec ha descrito una memoria seminal, cuando llegó a casa un día para quejarse a su madre de que sus compañeros de clase se burlaban de él. Su padre, que solía ir a trabajar para ahorrar dinero en el autobús, volvió a casa y cuando escuchó lo que su hijo describió, instruyó a su hijo que nunca se quejara, lo cual se convirtió en un principio rector en la vida de Herjavec, que, según él, provocó su sentido de la perseverancia. Otro episodio influyente en su juventud vino cuando la madre de Herjavec fue persuadida por un vendedor ambulante para comprar una aspiradora por $500, el cual era el sueldo de siete semanas. Como resultado, Herjavec juró que nunca se aprovecharían de nuevo de su familia.
En 1984, Herjavec se graduó de New College en la Universidad de Toronto, con un título en literatura inglesa y ciencias políticas. Para ganarse la vida y ayudar a mantener a su familia, Herjavec asumió una variedad de empleos de salario mínimo en los años noventa, tales como mesero, entregando periódicos, vendedor al por menor y agente de recaudación.

## Carrera

### Carrera temprana en el cine
La primera carrera de Herjavec fue en el cine a una edad temprana. Rápidamente se movió detrás de la cámara en varios papeles de producción. Herjavec trabajó en varias producciones como un 3rd AD (asistente de dirección) incluyendo Cain and Abel y The Return of Billy Jack. Su carrera cinematográfica temprana culminó con la posición de productor de campo de los XIV Juegos Olímpicos de Invierno en Sarajevo, Bosnia y Herzegovina por Global TV – donde se le dio un honor como uno de los productores más jóvenes de la cobertura olímpica.

### Comienzo en los negocios
Buscando trabajo entre producciones, Herjavec solicitó un puesto en una empresa llamada Logiquest vendiendo placas de emulación de mainframe IBM. Estaba calificado para el cargo, pero convenció a la empresa para que se lo entregara ofreciéndose a trabajar gratis durante seis meses. Para pagar la renta durante este período «libre», Herjavec fue mesero. Finalmente, se alzó en las filas para convertirse en gerente general de Logiquest. En 1990, después de ser despedido de Logiquest, fundó su primera empresa, BRAK Systems, un integrador canadiense de software de seguridad de internet, desde el sótano de su casa. BRAK Systems fue vendido a AT&T Canada en marzo de 2000 por $30.2 millones.

### Fundación del Grupo Herjavec
Después de una jubilación de tres años como padre residente en casa de sus tres hijos, Herjavec fundó el Grupo Herjavec en 2003, integrador de soluciones de seguridad, revendedor y proveedor de servicios gestionados, del cual es actualmente el CEO. Herjavec Group es una de las compañías de tecnología de más rápido crecimiento de Canadá y el mayor proveedor de seguridad de TI del país, según el Branham Group. El Grupo Herjavec (THG) ha pasado de tres empleados en 2003 a 150 empleados a partir de 2013, con una tasa de crecimiento de 643% entre 2007-2012 y ventas de $400 mil en 2003 a más de $125 millones en 2012. La compañía ha hecho más de $500 millones en ventas.

### Televisión
Herjavec ha aparecido como regular en la serie canadiense Dragons' Den de CBC Television (temporadas 1-6), y en Estados Unidos en la versión de ABC de la serie, Shark Tank, donde los argumentos comerciales de los empresarios aspirantes son escuchados por un panel de potenciales inversionistas. Shark Tank tiene un estimado de 7 millones de espectadores, mientras que Dragons Den Canada ha sido uno de los más altos y más vistos programas de televisión en ese país. A partir de 2014, es el show más votado después de Hockey Night in Canada.
Herjavec ha ganado tres Premios Gemini como parte de Dragon’s Den por Mejor Reality Show en Canadá.
Herjavec presentó premios en los Premios Emmy de 2013 y el concurso Mister Olympia 2013.
El 24 de febrero de 2015, Herjavec fue anunciado como uno de los concursantes para la temporada 20 del programa Dancing with the Stars. Su pareja de baile fue la bailarina australiana y su eventual esposa, Kym Johnson. El 5 de mayo de 2015, durante una doble eliminación, Herjavec y Johnson fueron eliminados y terminaron en el sexto puesto.

## Carrera de escritor
Herjavec es autor de dos libros titulados: Driven: How to Succeed in Business and Life (2010) y The Will to Win: Leading, Competing, Succeeding (2013). Driven está organizado por los principios de trabajo y vida que hicieron Herjavec tanto ricos como exitosos, mientras que The Will to Win ofrece lecciones de vida que prometen guiar a los lectores hacia una mayor felicidad y éxito. The Will to Win  es también el nombre de las presentaciones públicas que ha dado Herjavec, que ofrecen su asesoramiento a los empresarios, sobre la base de sus experiencias de vida. Herjavec tiene un nuevo libro programado para su lanzamiento el 29 de marzo de 2016 titulado You Don't Have to Be a Shark: Creating Your Own Success.

## Vida personal
Herjavec se casó con Diane Plese en 1990. Se separaron en julio de 2014 y se divorciaron a principios de 2016. Él y su exesposa tienen dos hijas, Caprice y Skye, y un hijo llamado Brendan. En septiembre de 2015, Herjavec confirmó su relación con su expareja de Dancing with the Stars, Kym Johnson. El 27 de febrero de 2016, los dos se comprometieron. El 31 de julio de 2016 se casaron en Los Ángeles, California.
Herjavec posee una casa en el Bridle Path, área de Toronto. La mansión ha sido sede de luminarias como Michael Bublé, John Travolta, Mick Jagger y Bono. Herjavec pagó $7,5 millones por la mansión, que ha sido presentada en MTV Cribs  en el programa de televisión de Joan Rivers, How'd You Get So Rich?, y el vídeo de los Rolling Stones'.
Una pasión de Herjavec es carreras de autos, y compite en el conocido Ferrari Challenge. Herjavec compitió como # 007 para el equipo de The Herjavec Group Racing en el North American Ferrari Challenge Series, donde ganó el título de Rookie of the Year en 2011, después de ganar ambas carreras en la apertura de la temporada en St. Petersburg, Florida y el seguimiento con victorias en Laguna Seca y Lime Rock, Connecticut.
En 2012, Herjavec fue seleccionado para ser el Grand Marshal para el Gran Premio de Toronto en 2012. También es un ávido coleccionista de coches con varios coches raros en su colección.
Herjavec es un ávido golfista y corredor. Él ha jugado en la caridad abierta canadiense 2010 patrocinado por RBC en el St. George's Golf Club. También ha competido en el maratón de Nueva York 2011 y el maratón de Miami 2010. Es un buceador certificado de buceo (PADI) y un entusiasta de la motocicleta (dueño de varios Ducatis de carreras).

## Premios y honores
Herjavec y el Grupo Herjavec Inc. han recibido numerosos premios empresariales y de logros empresariales, incluyendo:
- Ernst & Young de 2012, Premio Emprendedor del Año, Tecnología[6]
- Medalla del Jubileo de Diamante de la Reina Isabel II por el Gobernador General de Canadá - 2012 por Servicio excepcional a Canadá[49]
- Profit Magazine – «Hot 50» (2006)
- Profit Magazine – #108 en el Top 100 de Compañías de Más Rápido Crecimiento para 2013[50]
- Branham Ranking - La Compañía de Seguridad #1 de Canadá (2012), Top 5 Empresas de Tecnología de Más Rápido Crecimiento (2010 a 2013), Top 100 Integrators[51]
- Computer Dealer News – Top 25 Integrators (2011 – 2013)[52]
- CRN - Las 500 Mejores Compañías de Tecnología de América del Norte (2007 - 2013), Las 50 Compañías de Más Rápido Crecimiento (2013), La Compañía de Seguridad de Crecimiento Más Rápido (América del Norte - 2013)[53]
- Profit 500 - Premio GTA a la Excelencia en el Emprendimiento